# Jakub Szumka Stadnicki
Jakub Szumka Stadnicki z Szumska herbu Szreniawa bez Krzyża (zm. 27 września 1331) – protoplasta rodziny Stadnickich, pochodził z Mazowsza w okresie panowania na Rusi Jerzego II sprawował godność kasztelana sanockiego, był też kasztelanem żarnowskim, polski szlachcic i rycerz, obrońca króla Władysława Łokietki. 
Poległ w bitwie pod Płowcami 27 września 1331.

## Źródła;
- Kasper Niesiecki, Herbarz polski Kaspra Niesieckiego S.J. s.307
- Marcin Bielski, Kronika Marcina Bielskiego, 1856, s. 382